# Educación en Azerbaiyán
La educación en Azerbaiyán es un sistema de la política estatal, que sirve para la realización de los programas educativos, la protección de los derechos de los ciudadanos a la educación, etc.

## Historia
Después de la adopción del Islam en el territorio azerbaiyano, la alfabetización primaria se convirtió a una condición necesaria, ya que toda población tendría que conocer leer Corán. Casi todas mezquitas tienen a su disposición las escuelas primaria (mekteb) y las grandes – escuelas secundarias y superiores (medrese). Muchas chicas, y también chicos de la clase media acomodada recibían la enseñanza en casa, pero a principios del siglo XIX en Bakú existían dos escuelas para las chicas.
La enseñanza en las escuelas comenzó con el estudio de la escritura árabe y el aprendizaje de memoria del Corán. Después se comenzó a estudiar lengua persa, ley islámica, historia del islam, filosofía, aritmética, astronomía, astrología, etc. Tras la anexión a Rusia, esas escuelas se denominaban las persas. 
Desde los principios del siglo XIX las escuelas comenzaron europeizarse. En 1832 en Bakú se creó la escuela del condado, que posteriormente pasó a provincial. Enseñaban en azerbaiyano y ruso por los programas, aprobados en Rusia. En 1848 fue establecida la escuela musulmana, el programa de la cual fue desarrollada según las tradiciones islámicas. 
A principios de los años 1920, después de anexión a la Unión Soviética, las autoridades dieron una gran importancia a la educación y se creó un programa de la construcción de  las escuelas. En 1959, la educación elemental pasó a ser libre y obligatoria. En 1966 se introdujo la educación secundaria general y también se establecieron escuelas de idioma ruso.

### Lengua de enseñanza
Actualmente, las escuelas oficialmente enseñan en azerbaiyano, ruso e inglés. Pero en las regiones de la República existen escuelas donde enseñan también en idioma lezgi, tsajur, talish, etc.

## Sistemа de Bolonia
En 2004, la conferencia de los Ministros de Educación con la participación de los representantes de los estados del Cáucaso del Sur fue aprobada la declaración. El Ministerio de Educación preparó el informe y presentó a la Comisión Europea a la consideración. 
El 19 de mayo de 2005, el ministro de la Educación de la República de Azerbaiyán firmó un acuerdo sobre la anexión al proceso de Bolonia. 
Para el cumplimiento de los requisitos adecuados fue preparado y aprobado “Reglamento sobre la organización de enseñanza de sistema crediticio en las universidades u otras instituciones de enseñanza superior”.

## Sistema educativo
- Educación preescolar
- Educación general  
  - Enseñanza general básica

Se comienza a los 6 años y el objetivo principal es desarrollar las habilidades del niño de leer, escribir, contar, formar los conocimientos básicos del hombre, la sociedad, la naturaleza , etc. La enseñanza básica consta de 4 años.
- - Enseñanza general secundaria

El objetivo de la enseñanza secundaria es garantizar la formación de la cultura, el habla y la escritura, la comunicación y la utilización de los medios de comunicación y el pensamiento lógico; abarcando desde el 5.º al 9.º grado.
- - Enseñanza secundaria completa

La enseñanza secundaria completa abarca el X y XI años escolares. Este nivel garantiza la preparación de los jóvenes para la vida independiente y la selección de una profesión.
- Educación especial

La enseñanza con especialidad garantiza la formación en diferentes profesiones sobre la base de las necesidades de la sociedad y el mercado laboral.
- Estudio superior
- Bachillerato
- Maestría (magistratura)
- Doctorado
- Educación extraescolar
- Educación libre
- Formación profesional y perfeccionamiento[3]

## Intercambio de estudiantes
En sistema educativo de Azerbaiyán existen algunos programas que sirven para la realización del intercambio de los estudiantes con los países extranjeros. Esos programas crean las condiciones para que los estudiantes azerbaiyanos reciban educación en el extranjero, y también para las visitas de los estudiantes extranjeros en las universidades de Azerbaiyán.
En 2007 fue aprobado el “Programa estatal de enseñanza de los jóvenes azerbaiyanos en el extranjero para 2007 – 2015”, en el marco del cual 2612 estudiantes azerbaiyanos recibieron la educación en universidades extranjeras. Los participantes del programa estatal del nivel bachillerato fueron elegidos entre los ciudadanos de Azerbaiyán a 29 años, del nivel de maestría, doctorado y rezidentura – a 35. 

## Día del conocimiento
Por el decreto presidencial del 21 de agosto de 2004, en Azerbaiyán el 15 de septiembre fue establecido el comienzo del año lectivo. Según el mismo decreto el 15 de septiembre fue declarado el Día del conocimiento.